# Личба
Личба (пол. Łyczba) — село в Польщі, у гміні Лубніце Сташовського повіту Свентокшиського воєводства.
Населення — 177 осіб (2011).
У 1975-1998 роках село належало до Тарнобжезького воєводства.

## Демографія
Демографічна структура на день 31 березня 2011 року:
|          | Загалом | Допрацездатний вік | Працездатний вік | Постпрацездатний вік |
| -------- | ------- | ------------------ | ---------------- | -------------------- |
| Чоловіки | 88      | 12                 | 66               | 10                   |
| Жінки    | 89      | 19                 | 47               | 23                   |
| Разом    | 177     | 31                 | 113              | 33                   |